# Kärnan
Kärnan je věž ve švédském městě Helsingborg, vysoká 35 metrů. Je jedinou dochovanou částí někdejší helsingborské pevnosti.
Podle kroniky, kterou napsal Arild Huitfeldt, byla věž postavena za vlády legendárního krále Fróðiho. Moderní historikové datují její vznik do období vlády Erika VI. Dánského, který nechal na obou březích průlivu Öresund postavit pevnosti Kronborg a Helsingborg a vybírat poplatek od proplouvajících lodí. Roskildský mír v roce 1658 přiřkl Skåne i s Helsingborgem Švédsku. Pevnost v Helsingborgu tím ztratila strategický význam a za vlády Karla XI. byla zbořena. Zůstala jen obytná věž nazývaná Kärnan (Jádro), která sloužila jako orientační bod. Vlála na ní švédská vlajka, kterou musely lodě pozdravit výstřelem.
Roku 1741 se věž stala majetkem města Helsingborgu. Chátrala až do roku 1893, kdy byla provedena rekonstrukce a v roce 1903 bylo postaveno schodiště z náměstí Stortorget k věži. Opravu v historizujícím stylu řídil architekt Alfred Hellerström a po otevření se věž stala populárním vyhlídkovým místem.   